# Square Paul-Blanchet
Le square Paul-Blanchet est une voie privée située dans le quartier du Bel-Air du 12e arrondissement de Paris.

## Situation et accès
Le square Paul-Blanchet est accessible à proximité par la ligne de métro 8 à la station Porte Dorée et par la ligne 3a du tramway d'Île-de-France à l'arrêt Porte Dorée.

## Origine du nom

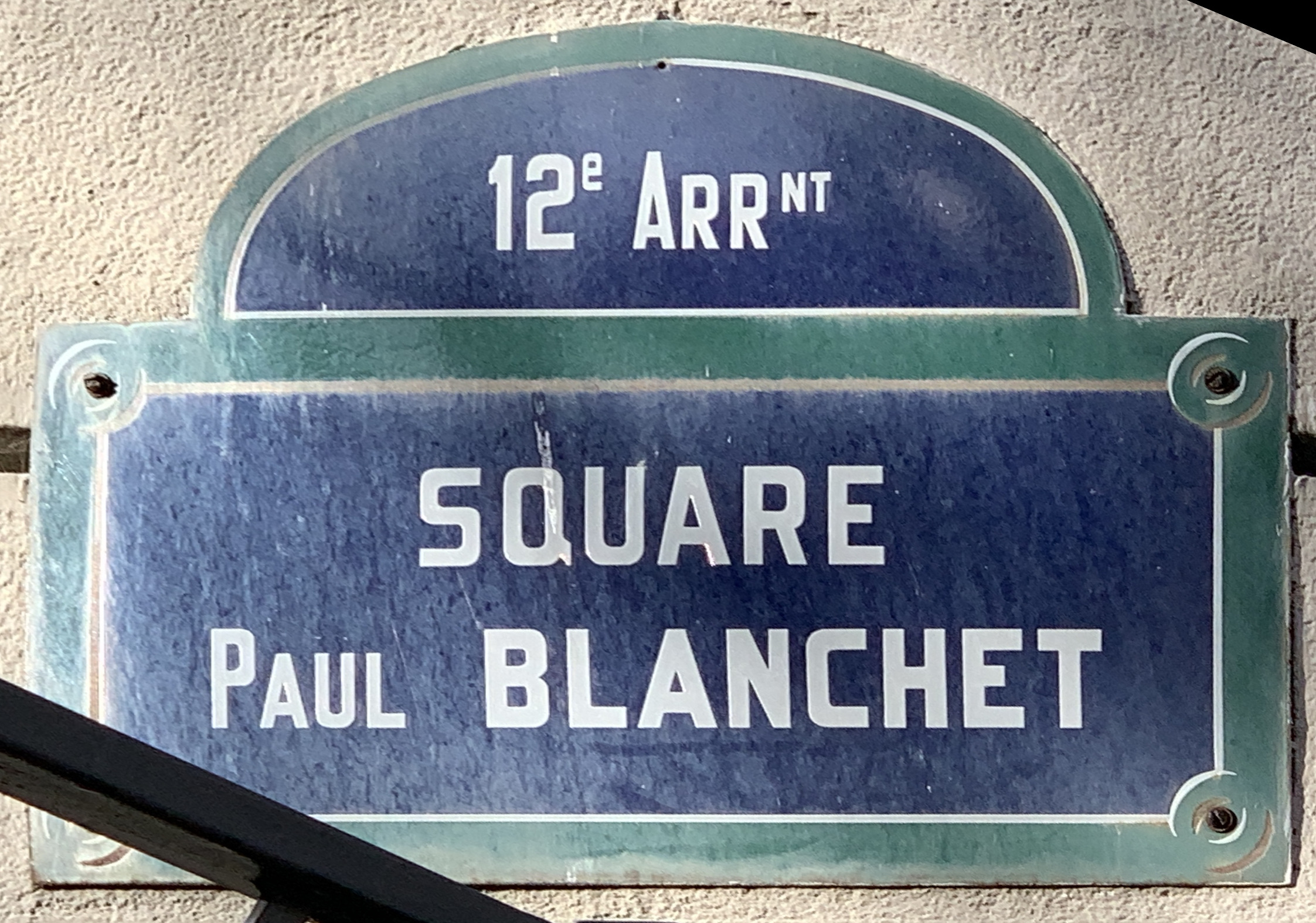
Plaque du square.

Elle porte le nom de l'archéologue et explorateur Paul Blanchet (1870-1900), en raison de sa proximité avec le Musée des colonies créé dans les années 1930.

## Historique
Le square est ouvert en 1935 sur l'emplacement du bastion no 5 de l'enceinte de Thiers et prend immédiatement son nom actuel.

## Bâtiments remarquables et lieux de mémoire
- Les habitations à bon marché (HBM) qui l'entourent.